# Le Bestiaire
Le Bestiaire è il sesto album discografico in studio del gruppo musicale folk francese Malicorne, pubblicato nel 1979 dall'etichetta discografica Ballon Noir.

## Tracce
Lato A
1. Les Sept Jours de mai – 5:47
2. La mule – 3:46
3. Le branle des chevaux – 3:25
4. Les transformations – 7:49

Durata totale: 20:47
Lato B
1. La Chasse-Gallery – 5:31
2. Le Ballet Des Coqs – 2:10
3. Alexandre - Dans Bulgare – 4:35
4. Jean Des Loups – 8:00

Durata totale: 20:16

## Formazione
- Gabriel Yacoub : voce, chitarra classica ed elettrica, banjo, mandoloncello
- Marie Yacoub : voce, ghironda, spinetta dei Vosgi, dulcimer
- Olivier Zdrzalik : voce, basso elettrico, clavinet, elka synthex, m'bira
- Patrick Le Mercier : voce, violino, chitarra elettrica, gaida
- Brian Gulland : voce, fagotto, cromorno, oboe, flauto dolce, sassofono, clavicembalo, organo elettrico, armonium, sintetizzatore
- Dominique Regef : ghironda, violoncello, ribeca
- Jean Pierre Arnoux : batteria, percussioni, piatto ad archetto, gong